# Крапивник (Львовская область)
Крапивник (укр. Кропивник) — село в Добромильской городской общине Самборского района Львовской области Украины.
Население по переписи 2001 года составляло 261 человек. Занимает площадь 0,91 км². Почтовый индекс — 82045. Телефонный код — 3238.